# گانگوبای کاتیاوادی
گانگوبای کاتیاوادی (انگلیسی: Gangubai Kathiawadi) یک فیلم درام، جنایی و زندگی‌نامه‌ای محصول سال ۲۰۲۲ سینمای هند به کارگردانی، نویسندگی، تهیه‌کننده و تدوین سانجای لیلا بانسالی با بازی آلیا بات به عنوان شخصیت اصلی و اجی دیوگن، شانتانو ماهشواری، ویجای راز، ایندیرا تیواری، سیما پاهوا و وارون کاپور در نقش‌های محوری بازی می‌کنند.
این فیلم ظهور دختری ساده را به تصویر می‌کشد که چاره‌ای جز پذیرش راه‌های سرنوشت و تغییر آن به نفع خود نداشت. این فیلم اولین بار در هفتاد و دومین جشنواره بین‌المللی فیلم برلین در ۱۶ فوریه ۲۰۲۲ به نمایش درآمد و در ۲۵ فوریه ۲۰۲۲ در سینماها اکران شد. همچنین این فیلم به‌عنوان یکی از فیلم‌هایی شناخته می‌شود که پس از همه‌گیری کووید ۱۹، تجارت سینمایی را احیا کرده است. این فیلم به‌عنوان «یخ‌شکن» برای بالیوود در نظر گرفته می‌شود زیرا این اولین فیلم هندی بود که پس از همه‌گیری کرونا، تماشاگران را به سالن‌های سینما بازگرداند.

## داستان
در فیلم گانگوبای جوان توسط دوست نزدیکش با وعده تبدیل شدن به یک ستاره سینما، فریب خورده و متقاعد می‌شود که روستا را به مقصد بمبئی ترک کند. اما در بمبئی، رویاهای او برای ستاره شدن به هم می‌ریزد و او را به دنیای زیرزمینی و غیرقانونی بسیار خطرناکی می‌کشاند.

## باکس آفیس
این فیلم بیش از ۲۰۹٫۷ کرور روپیه (۲۶ میلیون دلار آمریکا) در سراسر جهان فروخت و سومین فیلم هندی پرفروش سال ۲۰۲۲ شد.

## شبکه خانگی
این فیلم از ۲۶ آوریل ۲۰۲۲ در نتفلیکس پخش می‌شود. در ژوئن ۲۰۲۲، این فیلم به پربیننده‌ترین فیلم هندی در نتفلیکس تبدیل شد.